# Giulio Pastore

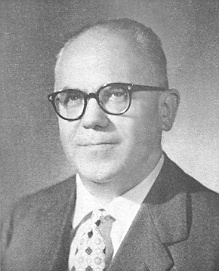
Giulio Pastore

Giulio Pastore (* 17. August 1902 in Genua; † 14. Oktober 1969 in Rom) war ein italienischer Journalist, Gewerkschaftsfunktionär und Politiker der christdemokratischen Partei DC (Democrazia Cristiana). Er war 1945 bis 1946 Mitglied des Nationalrates (Consulta Nazionale), von 1946 bis 1948 Mitglied der Verfassunggebenden Versammlung (Assemblea Costituente) und von 1948 bis zu seinem Tode 1969 Mitglied der Abgeordnetenkammer (Camera dei deputati).
Von 1950 bis 1958 war Pastore nationaler Sekretär des christlichen Gewerkschaftsbundes CISL. Er fungierte außerdem zwischen 1958 und 1964 mit einer kurzen Unterbrechung als Minister ohne Geschäftsbereich und zugleich als Vorsitzender des Ministerausschusses für Süditalien und benachteiligte Gebiete beziehungsweise zwischen 1964 und 1968 Minister ohne Geschäftsbereich mit Verantwortung für außergewöhnlichen Interventionen in Süditalien.

## Leben
Giulio Pastore war nach dem Schulbesuch als Fabrikarbeiter in der Textilindustrie in Borgosesia und Valsesia tätig und engagierte sich im Jugendverband der Katholischen Aktion GIAC (Gioventù Italiana dell’Azione Cattolica) sowie in der Gewerkschaft. Er war von 1924 bis 1927 Redakteur der in Monza erscheinenden Tageszeitung Il Cittadino und engagierte sich während des Faschismus aktiv in der Widerstandsbewegung. Er war im Verband der Katholischen Universitäten Italiens FUCI (Federazione universitaria cattolica italiana) tätig und wurde nach dem Waffenstillstand von Cassibile am 3. September 1943 Mitglied des Gewerkschaftskomitees der Christdemokratischen Partei DC (Democrazia Cristiana). Nach dem Pakt von Rom trat er für die einheitliche Neugründung der Gewerkschaft ein und war Mitglied des Lenkungsausschusses, der am 3. Juni 1944 zur Gründung des Italienischen Allgemeinen Gewerkschaftsbundes CGIL (Confederazione Generale Italiana del Lavoro). 1944 war er des Weiteren Mitgründer und erster Generalsekretär der Italienischen christliche Arbeitervereinigungen ACLI (Associazioni Cristiane Lavoratori Italiani).

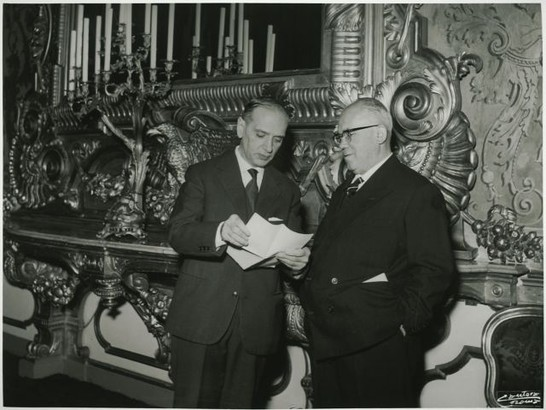
Minister ohne Geschäftsbereich Pastore (rechts) mit Gesundheitsminister Camillo Giardina (21. Dezember 1960).

Nach dem Ende des Zweiten Weltkrieges war Pastore zwischen dem 25. September 1945 und dem 24. Juni 1946 Mitglied des Nationalrates (Consulta nazionale). Bei der Wahl am 2. Juni 1946 wurde er für die Christdemokratische Partei DC (Democrazia Cristiana) zum Mitglied der Verfassunggebenden Versammlung (Assemblea Costituente) gewählt und gehörte dieser bis zum 31. Januar 1948 an. Nachdem sich die 1944 als Einheitsgewerkschaft von Kommunisten, Sozialisten und Christdemokraten gegründete CGIL der Kommunistischen Partei Italiens PCI (Partito Comunista Italiano) annäherte, trennten sich die Christdemokraten von der CGIL und gründeten einen eigenen Gewerkschaftsbund mit einer klaren christlichen Ausrichtung entsprechend der katholischen Soziallehre, wobei er jedoch erklärterweise konfessionell und politisch unabhängig blieb. Daraus entstand die Italienische Konföderation der Arbeitergewerkschaften CISL (Confederazione Italiana Sindacati Lavoratori), deren erster Nationalsekretär Pastore vom 30. April 1950 bis zu seiner Ablösung durch Bruno Storti am 21. Juli 1958 war.
Bei den Wahlen vom 18. April 1948 wurde Giulio Pastore für die Christdemokratischen Partei DC (Democrazia Cristiana) im Wahlkreis Turin zum ersten Mal zum Mitglied der Abgeordnetenkammer (Camera dei deputati) gewählt. In der darauf folgenden ersten Legislaturperiode (1948 bis 1953) war er zwischen dem 15. Juni 1948 und dem 24. Juni 1953 Mitglied der Kommission für Arbeit und soziale Sicherheit (XI Commissione (Lavoro e Previdenza Sociale)) sowie vom 14. Juli 1948 bis zum 24. Juni 1953 Mitglied des Rates für Handelsverträge und Zollrecht (Giunta per i trattati di commercio e la legislazione doganale).
Pastore wurde für die DC im Wahlkreis Turin bei den Wahlen vom 7. Juni 1953 wieder zum Mitglied der Abgeordnetenkammer gewählt. In der zweiten Legislaturperiode (1953 bis 1958) war er vom 1. Juli 1953 bis zum 11. Juni 1958 weiterhin Mitglied der Kommission für Arbeit und soziale Sicherheit sowie zwischen dem 6. Oktober 1953 und dem 11. Juni 1958 ebenfalls wieder Mitglied des Rates für Handelsverträge und Zollrecht.
Bei den Wahlen am 25. Mai 1958 wurde er im Wahlkreis Turin abermals zum Mitglied der Abgeordnetenkammer gewählt. In der darauf folgenden dritten Legislaturperiode (1958 bis 1963) gehörte er zwischen dem 12. Juni 1958 und dem 30. Juni 1961 wieder der Kommission für Arbeit und soziale Sicherheit als Mitglied an. Außerdem war er vom 30. Juli 1958 bis zum 15. Mai 1963 Mitglied der Parlamentarischen Kommission für die Aufsicht über den Rundfunk (Commissione parlamentare per la vigilanza sulle radiodiffusioni).

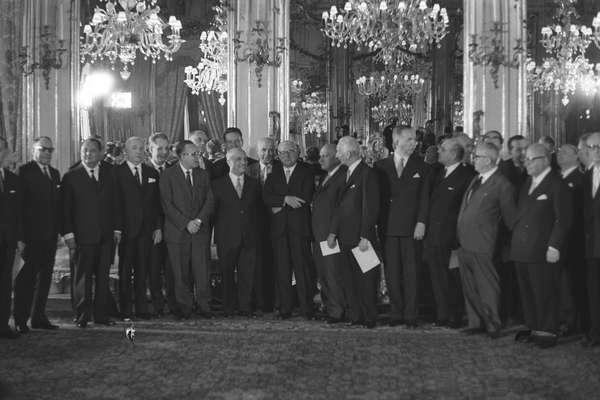
Das Kabinett Fanfani III (1960).

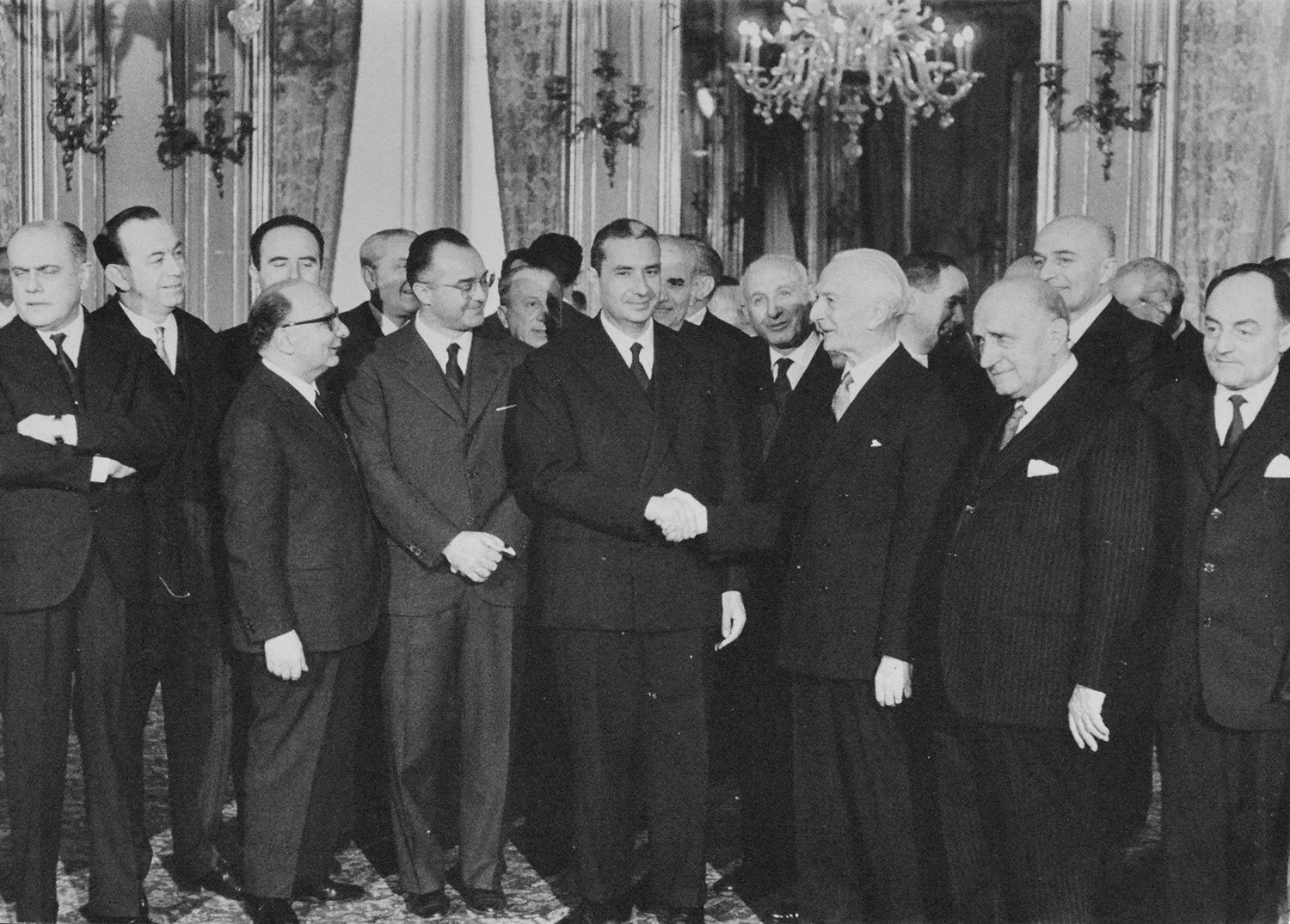
Das Kabinett Moro I (19. Dezember 1963).

Am 1. Juli 1958 übernahm er im Kabinett Fanfani II den Posten als Minister ohne Geschäftsbereich (Ministro senza portafoglio) und war als solcher zugleich Vorsitzender des Ministerausschusses für Süditalien und benachteiligte Gebiete (Presidente del Comitato dei Ministri per la Cassa del Mezzogiorno). Diese Ämter bekleidete er anschließend auch im Kabinett Segni II (15. Februar 1959 bis 25. März 1960) und im Kabinett Tambroni (25. März bis 11. April 1960). Im Kabinett Fanfani III (26. Juli 1960 bis 21. Februar 1962) sowie im Kabinett Fanfani IV (21. Februar 1962 bis 21. Juni 1963) war er wiederum Minister ohne Geschäftsbereich und Vorsitzender des Ministerausschusses für Süditalien und benachteiligte Gebiete. Darüber hinaus fungierte er zwischen dem 31. Mai und dem 12. Oktober 1960 als Präsident der Sonderkommission zur Prüfung der Gesetzesentwürfe Nr. 2076, 247, 248, 933, 1172, 1714, 1903 und des parlamentarischen Untersuchungsvorschlags Nr. 582 zum Schutz der Wettbewerbsfreiheit (Commissione speciale per l’esame del disegno n. 2076, delle proposte di legge nn. 247, 248, 933, 1172, 1714, 1903 e della proposta di inchiesta parlamentare n. 582, concernenti la tutela della libertà di concorrenza). Er war des Weiteren zwischen dem 1. Juli 1959 und dem 30. Juni 1960 Mitglied der Kommission für Unterricht und schöne Künste (VIII Commissione (Istruzione e belle arti)) und daraufhin vom 1. Juli 1960 bis zum 15. Mai 1963 Mitglied der Kommission für Justiz (IV Commissione (Giustizia)).
Giulio Pastore wurde bei den Wahlen am 28. April 1963 noch einmal für die DC im Wahlkreis Turin zum Mitglied der Abgeordnetenkammer gewählt und war während der vierten Legislaturperiode wieder Minister ohne Geschäftsbereich und Vorsitzender des Ministerausschusses für Süditalien und benachteiligte Gebiete im Kabinett Leone I (21. Juni bis 4. Dezember 1963) sowie im Kabinett Moro I (4. Dezember 1963 bis 22. Juli 1964). Im Kabinett Moro II (22. Juli 1964 bis 23. Februar 1966) sowie im Kabinett Moro III (22. Februar 1966 bis 24. Juni 1968) fungierte er als Minister ohne Geschäftsbereich mit Verantwortung für außergewöhnlichen Interventionen in Süditalien (Ministro senza portafoglio con delega per gli interventi straordinari nel Mezzogiorno).
Bei den Wahlen am 19. und 20. Mai 1968 wurde Pastore letztmals zum Mitglied der Abgeordnetenkammer gewählt und vertrat den Wahlkreis Turin bis zu seinem Tod am 2. September 1969. Während dieser fünften Legislaturperiode war er zwischen dem 10. Juli 1968 und dem 2. September 1969 Mitglied der Kommission für Verfassungsangelegenheiten (I Commissione (Affari Costituzionali)). Pastore war Förderer und politischer Ziehvater von Franco Marino, von 1985 bis 1991 Generalsekretär des christlichen Gewerkschaftsbundes CISL sowie danach zwischen 1991 und 1992 Arbeits- und Sozialminister. Ihm zu Ehren wurde die Giulio-Pastore-Straße in Bozen benannt.